# أنوراغ ميهتا
أنوراغ ميهتا هو مخرج وكاتب سيناريو أمريكي من اصل هندي ولد في نيوجرسي حاصل على شهادة أكاديمية من جامعة روتغيرز.

## الأفلام
شاي أمريكي (فيلم)